# 高校铁金刚
《高校鐵金剛》( 英文： Yes Sir! ) ，是馬來西亞Astro AEC2009年自製的第二部青春校園偶像劇，由2009年11月起在Astro AEC播出。故事敘述另類老師（林宇中飾）為了要教好兩個學生（郭曉東及陳澤耀飾），他用盡非一般方法與他們大鬥法。由林宇中、陳澤耀、郭曉東、曾若冰、梁祖儀、許佳麟等人主演。2011年10月19日將於台灣中視16:00~17:00播出。

## 撥出時間

### 首播
| 片名       | 頻道      | 所在地   | 播放日期及時間                |
| ---------- | --------- | -------- | ----------------------------- |
| 高校鐵金剛 | Astro AEC | 马来西亚 | 2009年11月7日每週六19：00播出 |

### 重播
| 片名       | 頻道 | 所在地 | 播放日期及時間                           |
| ---------- | ---- | ------ | ---------------------------------------- |
| 高校鐵金剛 | 中視 | 臺灣   | 2011年10月19日每週一~週五16:00~17:00播出 |

## 演员列表

### 主要演員
| 演員   | 角色   | 介紹 | 登場集數 |
| 林宇中 | 鐵金剛 | 綽號：008。身手敏捷、討厭數字與理性規則。暗戀趙敏心。經常常夢到自己是特務，對別人開槍，但這一切都不是真的。普通D班的級任老師。實際身份是一名特務。被委派來桂檳學院擔任普通班的級任老師。後來因抓到前訓導主任，要把桂濱學院普通大樓賣掉，就被抓，但在因緣際會下，成為桂濱學院的訓導主任......最后和赵敏心在一起。            | 全劇     |
| 曾若冰 | 趙敏心 | 輔導課老師。後來成為桂濱學院普通d班的班導。暗戀鐵金剛。幾年前，有一個學生，常常被欺凌，後來學生想不開，而想自殺，後因趙敏心的勸告，而沒自殺，但卻被誤傳師生戀，卻辭職老師的職位，而躲到桂濱學院，擔任輔導課老師一職，在幾天後因訓導主任賣桂濱學院普通大樓的風波，於是這件事，再次被掀起師生戀風暴......最后和铁金刚在一起。 | 全劇     |
| 陳澤耀 | 萬安哲 | 安靜陰沈、感情豐富。家境優渥。原為菁英班的同學，自願轉至普通班。萬老夫人的孫子。在小的時候，父親過世，母親失明，所以在小得時候，就寄養給萬老夫人，只是安哲就是不承認萬老夫人是他奶奶，直到幾年後，安哲漸漸長大，之後因想尋找自己的母親，而不停得尋找，希望趕快找到自己的父母......最后和小慈在一起。                        | 全劇     |
| 郭曉東 | 程小東 | 普通班同學。熱心但衝動的陽光男孩。阿凱的死黨，普通D班-小東幫老大。第一次鐵金剛來報告的時候，在路上看到小東和安哲對戰(為小慈搶豆沙餅)，後來鐵金剛吃掉其中一塊豆沙餅，從此以後，小東就決定要叫他：「豆沙餅賊」。之後，覺得跟鐵金剛很和的來，想讓鐵金剛佳錄，但他的死黨 -阿凱，卻不答應小東的要求......                        | 全劇     |
| 梁祖儀 | 余小慈 | 菁英班同學。安哲與小東共同暗戀的女生。最后和安哲在一起。 | 全劇     |
| 許佳麟 | 許凱麟 | 綽號：阿凱。普通班同學。小東的死黨。有義氣、仗義直言。 | 全劇     |

### 其他演员
| 演員   | 角色     | 介紹                                                               | 登場集數 |
| 王 駿  | 訓導主任 | 視錢為一切，盡全力要把普通班同學趕出校園。第8集被抓。              | 全劇     |
| 鐘欣怡 | 欣 怡    | 菁英班同學。為爭取學長團班長一職，協助前訓導主任.Chein打擊普通班。 | 1-6      |
| Chein  | Chein    | 菁英班同學。與欣怡.前訓導主任一同打擊普通班。                      | 1-6      |
| ICE    | ICE      | 菁英班同學、校長的孫子                                             | 3-5      |
| 豆豆   | 李麗芬   | 菁英班同學。                                                       | 全劇     |
| 車志立 | 漢堡     | 菁英班同學。                                                       | 全劇     |
| 麥 楓  | 萬老夫人 | 桂濱集團老夫人，安哲媽給萬老夫人扶養安哲                           | 全劇     |
| 陳愛碹 | 校長     | 桂濱學院的校長。第8集被抓。                                        | 3-8      |
| 傅志堅 | 東爸     | 小东爸爸，在桂濱學院當工人。於第8集過世。                          | 全劇     |
| 崔月歡 | 慈媽     | 小慈媽媽。                                                         | 1-6      |

### 客串演出
| 演員   | 角色     | 介紹                                                         | 登場集數 |
| 張智成 | 陳士東   | 記者                                                         | 7        |
| 張曉晶 | 安哲媽   | 幾年前車禍而失明，沒辦法照顧安哲，所以才把安哲放在桂濱集團。 | 7        |
| 黃瑞國 | 安哲父   | 幾年前車禍而過世。                                           | 7        |
| 黃健忠 | 特務長官 | 鐵金剛上司。                                                 | 1.8      |
| 鄭偉康 | 陳士維   | 一心以來都想當記者。                                         | 8        |
| 王力宏 | 金剛狼   | 職業殺手                                                     | 1-2      |
| 宋偉強 | 總學長   | 綽號:小虎。常常被欺負                                        | 7        |

## 電視劇歌曲

### 台灣版本
| 曲別          | 歌名       | 演唱者 | 作詞   | 作曲   | 備註           |
| 片頭曲        | 你看不到   | 東于哲 | 李志清 | 李志清 |                |
| 插曲          | 七天追到你 | 林宇中 | 林宇中 | 林宇中 | 結局作為片尾曲 |
| 插曲          | 愛與不愛   | 陳澤耀 |        |        |                |
| 片尾曲/預告曲 | 太陽雨     | 東于哲 | 龔達虎 | 黃威爾 | 1-7集撥出      |

## 相關商品

### 電視原聲帶
高校鐵金剛電視原聲帶由海蝶音樂製作，海蝶音樂發行。原聲帶中收錄了劇中片頭曲、片尾曲及所有配樂。馬來西亞於2009年12月9日發行。

#### 曲目
| 高校鐵金剛電視原聲帶 | 高校鐵金剛電視原聲帶           | 高校鐵金剛電視原聲帶 |
| 曲序                 | 曲目                           | 演唱                 |
| -------------------- | ------------------------------ | -------------------- |
| 1.                   | 序幕（配樂）                   |                      |
| 2.                   | 你看不到 (極速狂奔2.2版)       | 東于哲               |
| 3.                   | 校園風雲事件之始（配樂）       |                      |
| 4.                   | 第一章︰特務008初探（配樂）    |                      |
| 5.                   | 破攻！對抗殲敵（配樂）         |                      |
| 6.                   | 入侵客1號開摧（配樂）          |                      |
| 7.                   | Dalala愛 (風旋舞者版)          | ICE                  |
| 8.                   | 第二章︰小東幫聯盟起義（配樂） |                      |
| 9.                   | 狠說，一句話（配樂）           |                      |
| 10.                  | 終極決裂，哀！（配樂）         |                      |
| 11.                  | 第三章︰王子貧民的愛情（配樂） |                      |
| 12.                  | 愛與不愛 (失眠的3:03am版)      | 陳澤耀               |
| 13.                  | 幻滅（配樂）                   |                      |
| 14.                  | 第四章︰今昔珍惜（配樂）       |                      |
| 15.                  | 教堂裡的鋼琴起奏…（配樂）      |                      |
| 16.                  | 媽媽 (獻給孩子的歌)            | Doreen Kho           |
| 17.                  | 第五章︰吾愛吾校（配樂）       |                      |
| 18.                  | 鐘聲牽繞的歲月（配樂）         |                      |
| 19.                  | 告別式對壘（配樂）             |                      |
| 20.                  | 終章︰謝謝您，老師（配樂）     |                      |

## 相關新聞
- 偶像劇《高校鐵金剛》激勵 北海鍾靈末班生獲8A[永久]

## 連接
- 高校鐵金鋼 Facebook
- 東于哲Facebook[永久]
- 《高校鐵金剛》中視官網

## 作品的變遷
| 中視 週一~週五16:00~17:00 | 中視 週一~週五16:00~17:00                                   | 中視 週一~週五16:00~17:00 |
| ------------------------- | ----------------------------------------------------------- | ------------------------- |
|                           | 高校鐵金剛 （2011.10.19 -2011.10.28）                       |                           |
| 神話織女(重播)            | 遠古的傳說 (2011.10.31-2011.12.15) ※原先於下午14:00時段播映 |                           |